# Isoperla acula
Isoperla acula är en bäcksländeart som beskrevs av Jewett 1962. Isoperla acula ingår i släktet Isoperla och familjen rovbäcksländor. Inga underarter finns listade i Catalogue of Life.